# Foreste temperate della Cina sudoccidentale
Le foreste temperate della Cina sudoccidentale sono una ecoregione globale che fa parte della lista Global 200 delle ecoregioni prioritarie per la conservazione definita dal WWF. Appartiene al bioma delle Foreste di latifoglie e foreste miste temperate della regione paleartica.
Lo stato di conservazione è considerato vulnerabile.

## Territorio
La regione si estende per circa 390.000 km² nelle provincie di Sichuan e Sha'anxi nella Cina centro-meridionale.

### Ecoregioni
Le foreste temperate della Cina sudoccidentale sono composte da 3 ecoregioni terrestri:
- PA0434 - Foreste decidue dei monti Qin Ling
- PA0417 - Foreste sempreverdi dei monti Daba
- PA0437 - Foreste di latifoglie sempreverdi del bacino del Sichuan